# Alpineum

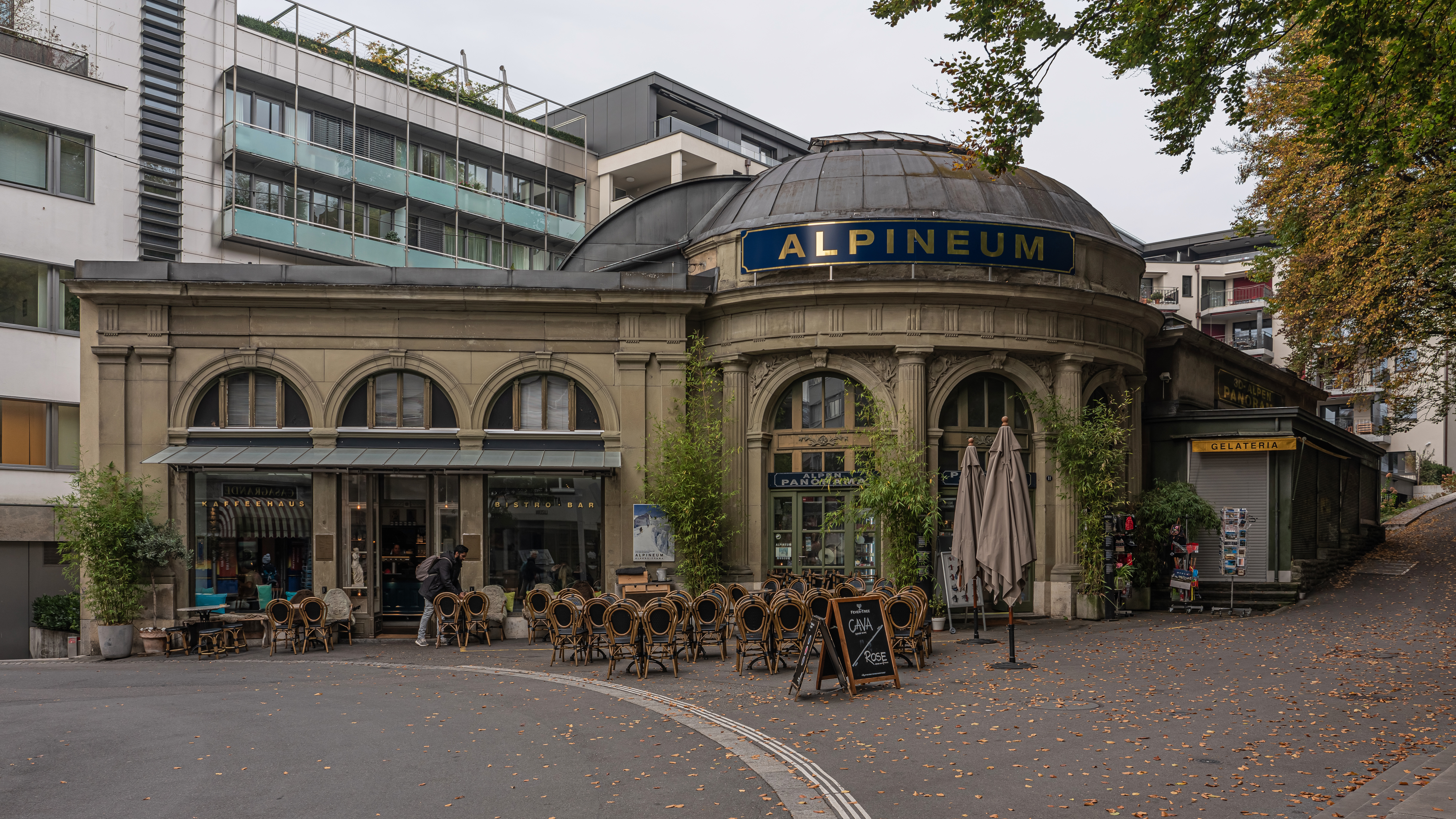
Alpineum

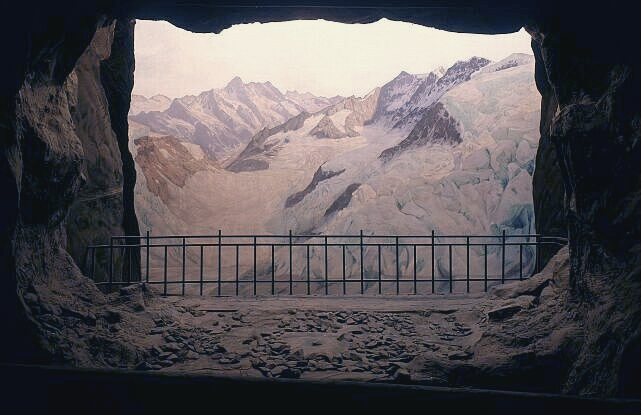
少女峰铁路冰海站

Alpineum是一个关于阿尔卑斯山脉的博物馆和立体透视模型，位于瑞士琉森。

## 历史
1885年，老恩斯特·霍德尔购买这座原为“狮子纪念碑博物馆”的建筑。他的计划是举办常设展览，展出他所钟爱的阿尔卑斯山大型风景画。他在儿子小恩斯特·霍德尔的帮助下，获得一系列描绘瑞士阿尔卑斯山脉的作品，并于1901年5月开放。绘画的面积超过500平方米。
虽然小恩斯特·霍德尔已在1955年去世，他的后代仍在继续经营Alpineum。